# Âm nhạc của Little Busters!
Little Busters! và Little Busters! Ecstasy là các tiểu thuyết ảo do công ty phần mềm Nhật Bản Key phát triển và được Visual Art's phát hành năm 2007 và 2008. Câu chuyện xoay quanh Riki Naoe, một chàng trai ở trường trung học, là một thành viên trong nhóm năm người bạn với tên the Little Busters. Danh sách đĩa nhạc của Little Busters! và Ecstasy gồm một đĩa mở rộng, năm đĩa đơn, hai album soundtracks và ba album phối lại.

## Soundtrack

### Little Busters!

#### Little Busters!
"Little Busters!" (リトルバスターズ! Ritoru Basutāzu!)
| Danh sách track  | Danh sách track                                                             | Danh sách track  | Danh sách track  | Danh sách track |
| STT              | Nhan đề                                                                     | Phổ nhạc         | Sắp xếp          | Thời lượng      |
| ---------------- | --------------------------------------------------------------------------- | ---------------- | ---------------- | --------------- |
| 1.               | "Little Busters!" (Lyrics by Jun Maeda; Performed by Rita)                  | Jun Maeda        | I've Sound       | 4:48            |
| 2.               | "Faraway" (遥か彼方 Haruka Kanata) (Lyrics by Jun Maeda; Performed by Rita) | Jun Maeda        | Manack           | 5:39            |
| 3.               | "Alicemagic" (Lyrics by Yūto Tonokawa; Performed by Rita)                   | Shinji Orito     | MintJam          | 4:37            |
| 4.               | "Little Busters! -off vocal-"                                               | Jun Maeda        | I've Sound       | 4:48            |
| 5.               | "Faraway -off vocal-" (遥か彼方 Haruka Kanata)                              | Jun Maeda        | Manack           | 5:39            |
| 6.               | "Alicemagic -off vocal-"                                                    | Shinji Orito     | MintJam          | 4:37            |
| Tổng thời lượng: | Tổng thời lượng:                                                            | Tổng thời lượng: | Tổng thời lượng: | 30:08           |

#### Semicrystalline.
Semicrystalline.
| Danh sách track  | Danh sách track                                                                                      | Danh sách track  | Danh sách track  | Danh sách track |
| STT              | Nhan đề                                                                                              | Phổ nhạc         | Sắp xếp          | Thời lượng      |
| ---------------- | --- | ---------------- | ---------------- | --------------- |
| 1.               | "Tonica"                                                                                             | PMMK             | Rintaro Iwashita | 1:35            |
| 2.               | "Little Busters! [Semicrystalline. remix]" (Lyrics by Jun Maeda; Performed by Rita)                  | Jun Maeda        | PMMK             | 4:31            |
| 3.               | "Bugs (so tiny)"                                                                                     | Jun Maeda        | Rintaro Iwashita | 2:52            |
| 4.               | "Tomorrow (so artificial)"                                                                           | Jun Maeda        | Rintaro Iwashita | 3:35            |
| 5.               | "Brother (so quiet)"                                                                                 | Jun Maeda        | Rintaro Iwashita | 2:44            |
| 6.               | "Umbrella (so old)"                                                                                  | Manack           | Rintaro Iwashita | 2:48            |
| 7.               | "Dive (so fast)"                                                                                     | PMMK             | Rintaro Iwashita | 9:48            |
| 8.               | "Sister (so lonely)"                                                                                 | Jun Maeda        | Rintaro Iwashita | 1:26            |
| 9.               | "Faraway [Semicrystalline. remix]" (遥か彼方 Haruka Kanata) (Lyrics by Jun Maeda; Performed by Rita) | Jun Maeda        | PMMK             | 6:01            |
| 10.              | "Replicato"                                                                                          | PMMK             | Rintaro Iwashita | 1:00            |
| Tổng thời lượng: | Tổng thời lượng:                                                                                     | Tổng thời lượng: | Tổng thời lượng: | 36:35           |

#### Little Busters! Original Soundtrack
The Little Busters! Original Soundtrack
| Đĩa 1 | Đĩa 1                                                                    | Đĩa 1        | Đĩa 1                | Đĩa 1      |
| STT   | Nhan đề                                                                  | Phổ nhạc     | Sắp xếp              | Thời lượng |
| ----- | ------------------------------------------------------------------------ | ------------ | -------------------- | ---------- |
| 1.    | "Little Busters!" (Lyrics by Jun Maeda; Performed by Rita)               | Jun Maeda    | I've Sound           | 4:47       |
| 2.    | "Ring Ring Ring!"                                                        | Jun Maeda    | Manack               | 3:55       |
| 3.    | "Magic Ensemble" (魔法のアンサンブル Mahō no Ansanburu)                  | PMMK         | PMMK                 | 3:47       |
| 4.    | "Grief of a Noisy Girl" (騒がし乙女の憂愁 Sawagashi Otome no Yūshū)      | PMMK         | PMMK                 | 4:24       |
| 5.    | "Exotic Toybox" (えきぞちっく・といぼっくす Ekizochikku Toibokkusu)      | PMMK         | PMMK                 | 4:21       |
| 6.    | "Heart-colored Capriccio" (心色綺想曲 Kokoroiro Kisōkyoku)               | Manack       | Manack               | 4:15       |
| 7.    | "Approaching Light" (光に寄せて Hikari ni Yosete)                        | Shinji Orito | Manack               | 4:20       |
| 8.    | "Boys Don't Cry"                                                         | Jun Maeda    | Manack               | 3:04       |
| 9.    | "Boys Don't Cry ~intro only~"                                            | Jun Maeda    | Manack               | 1:47       |
| 10.   | "Waking Up in the Morning" (目覚めた朝に Mezameta Asa ni)                | Jun Maeda    | Ryō Mizutsuki        | 2:23       |
| 11.   | "Showing Signs of a Mystery" (密やかなさざめき Hisoyakana Sazameki)      | PMMK         | PMMK                 | 2:55       |
| 12.   | "My Brave Smile"                                                         | PMMK         | PMMK                 | 3:12       |
| 13.   | "Slow Curve" (スローカーブ Surō Kābu)                                    | Jun Maeda    | Manack               | 2:35       |
| 14.   | "Girls at 4:30 P.M." (少女たちの午後４時半 Shōjotachi no Gogo 4-ji-han)  | Shinji Orito | Magome Togoshi       | 2:52       |
| 15.   | "Day Game" (デーゲーム Dē Gēmu)                                          | Shinji Orito | Manack, Shinji Orito | 3:28       |
| 16.   | "Tick Tock Routine" (チクタク・ルーチン Chikutaku Rūchin)                | PMMK         | PMMK                 | 2:48       |
| 17.   | "Race" (かけっこ Kakekko)                                                | PMMK         | PMMK                 | 1:32       |
| 18.   | "Thin Chronicle" (シンクロニクル Shin Kuronikuru)                        | PMMK         | PMMK                 | 1:37       |
| 19.   | "Two Sugars" (お砂糖ふたつ Osatō Futatsu)                                | PMMK         | PMMK                 | 1:14       |
| 20.   | "Clear Weather After the Rain ~instrumental~" (雨のち晴れ Amenochi Hare) | PMMK         | PMMK                 | 4:25       |

| Đĩa 2 | Đĩa 2 | Đĩa 2          | Đĩa 2                | Đĩa 2      |
| STT   | Nhan đề | Phổ nhạc       | Sắp xếp              | Thời lượng |
| ----- | --- | -------------- | -------------------- | ---------- |
| 1.    | "Mission possible ~but difficult task~"                                                                                   | Shinji Orito   | Shinji Orito         | 2:22       |
| 2.    | "Heroic Battle" (勇壮なる闘い Yūsōnaru Tatakai)                                                                           | Magome Togoshi | Magome Togoshi       | 3:26       |
| 3.    | "Commanding Struggle to the Death" (死闘は凛然なりて Shitō wa Rinzen Narite)                                              | Shinji Orito   | Manack, Shinji Orito | 3:19       |
| 4.    | "My Unpleasant Thing" (ぼくのいやなこと Boku no Iya na Koto)                                                              | Manack         | Manack               | 2:43       |
| 5.    | "Parhelion" (幻日 Genjitsu)                                                                                               | Manack         | Manack               | 3:28       |
| 6.    | "Lamplight" (ともしび Tomoshibi)                                                                                          | Jun Maeda      | Manack               | 2:44       |
| 7.    | "In The Town of Incessant Rain" (降り続く雨の街で Furitsuzuku Ame no Machi de)                                            | Manack         | Manack               | 2:39       |
| 8.    | "I Wonder if I Will Realize it in Time" (いつか気付くかな Itsuka Kizuku Kana)                                             | Shinji Orito   | Shinji Orito         | 1:28       |
| 9.    | "Let's Return" (れっつ・りたーん Rettsu Ritān)                                                                            | Jun Maeda      | Manack               | 2:37       |
| 10.   | "Incommunicable Message" (伝えられないメッセージ Tsutaerarenai Messēji)                                                   | Manack         | Manack               | 3:37       |
| 11.   | "No Title 'Playing a Capriccio to Awaken One's Love'" (無題『恋心を奏でる綺想曲』 Mudai 'Koikokoro o Kanaderu Kisōkyoku') | Manack         | Manack               | 2:09       |
| 12.   | "Only One Magic Word" (たったひとつの魔法の言葉 Tatta Hitotsu no Mahō no Kotoba)                                          | PMMK           | PMMK                 | 3:45       |
| 13.   | "Song for friends ~instrumental~"                                                                                         | Jun Maeda      | Jun Maeda            | 1:46       |
| 14.   | "Faraway ~instrumental~" (遥か彼方 Haruka Kanata)                                                                         | Jun Maeda      | Manack               | 2:33       |
| 15.   | "Little Melody" | Jun Maeda      | Ryō Mizutsuki        | 3:54       |
| 16.   | "Parting of the Boys ~piano only~" (少年たちとの別れ Shōnentachi to no Wakare)                                            | PMMK           | PMMK                 | 2:18       |
| 17.   | "Nothing Happened in this World" (何も起こらなかった世界 Nanimo Okaranakatta Sekai)                                       | PMMK           | PMMK                 | 7:16       |
| 18.   | "Born into this World" (生まれ落ちる世界 Umareochiru Sekai)                                                               | PMMK           | PMMK                 | 4:55       |
| 19.   | "Regret" (リグレット Riguretto)                                                                                           | PMMK           | PMMK                 | 4:46       |
| 20.   | "Parting of the Boys" (少年たちとの別れ Shōnentachi to no Wakare)                                                         | PMMK           | PMMK                 | 2:17       |

| Đĩa 3            | Đĩa 3 | Đĩa 3            | Đĩa 3            | Đĩa 3      |
| STT              | Nhan đề | Phổ nhạc         | Sắp xếp          | Thời lượng |
| ---------------- | --- | ---------------- | ---------------- | ---------- |
| 1.               | "Faraway" (遥か彼方 Haruka Kanata) (Lyrics by Jun Maeda; Performed by Rita)                                       | Jun Maeda        | Manack           | 5:36       |
| 2.               | "Alicemagic" (Lyrics by Yūto Tonokawa; Performed by Rita)                                                         | Shinji Orito     | MintJam          | 4:31       |
| 3.               | "Clear Weather After the Rain" (雨のち晴れ Amenochi Hare) (Lyrics by Leo Kashida; Performed by Rita)              | PMMK             | PMMK             | 5:36       |
| 4.               | "Song for friends" (Lyrics by Jun Maeda; Performed by Rita)                                                       | Jun Maeda        | MintJam          | 5:14       |
| 5.               | "Little Busters! -Little Jumper Ver.-" (Lyrics by Jun Maeda; Performed by Rita)                                   | Jun Maeda        | I've Sound       | 4:47       |
| 6.               | "Little Busters! -Short Ver.-" (Lyrics by Jun Maeda; Performed by Rita)                                           | Jun Maeda        | I've Sound       | 3:14       |
| 7.               | "Alicemagic -Short Ver.-" (Lyrics by Yūto Tonokawa; Performed by Rita)                                            | Shinji Orito     | MintJam          | 3:09       |
| 8.               | "Clear Weather After the Rain -Short Ver.-" (雨のち晴れ Amenochi Hare) (Lyrics by Leo Kashida; Performed by Rita) | PMMK             | PMMK             | 3:14       |
| 9.               | "Song for friends -Short Ver.-" (Lyrics by Jun Maeda; Performed by Rita)                                          | Jun Maeda        | MintJam          | 3:41       |
| 10.              | "Little Busters! ‐Little Jumper Short Ver.-" (Lyrics by Jun Maeda; Performed by Rita)                             | Jun Maeda        | I've Sound       | 3:39       |
| 11.              | "Unused Track 1" (未使用曲1 Mishiyō Kyoku 1; Little Busters! -Jumper Ver.-)                                       | Jun Maeda        | I've Sound       | 4:47       |
| 12.              | "Unused Track 2" (未使用曲2 Mishiyō Kyoku 2; Song for friends -instrumental Ver.-)                                | Jun Maeda        | MintJam          | 3:26       |
| 13.              | "Unused Track 3" (未使用曲3 Mishiyō Kyoku 3) (Lyrics by Jun Maeda; Performed by Rita)                             | Jun Maeda        | Ryō Mizutsuki    | 3:09       |
| Tổng thời lượng: | Tổng thời lượng:                                                                                                  | Tổng thời lượng: | Tổng thời lượng: | 181:46     |

#### Rockstar Busters!
Rockstar Busters!
| Danh sách track  | Danh sách track                                                                             | Danh sách track  | Danh sách track  | Danh sách track |
| STT              | Nhan đề                                                                                     | Phổ nhạc         | Sắp xếp          | Thời lượng      |
| ---------------- | ------------------------------------------------------------------------------------------- | ---------------- | ---------------- | --------------- |
| 1.               | "Little Busters!" (Lyrics by Jun Maeda; Performed by Rita)                                  | Jun Maeda        | a2c, Terra       | 4:44            |
| 2.               | "My Brave Smile"                                                                            | PMMK             | a2c, Setzer      | 2:14            |
| 3.               | "Day Game" (デーゲーム Dē Gēmu)                                                             | Shinji Orito     | Terra            | 2:35            |
| 4.               | "Mission possible ~but difficult task~"                                                     | Shinji Orito     | Setzer           | 3:05            |
| 5.               | "Heroic Battle" (勇壮なる闘い Yūsōnaru Tatakai)                                             | Magome Togoshi   | Setzer           | 3:37            |
| 6.               | "Faraway" (遥か彼方 Haruka Kanata) (Lyrics by Jun Maeda; Performed by Rita)                 | Jun Maeda        | Setzer           | 6:02            |
| 7.               | "Incommunicable Message" (伝えられないメッセージ Tsutaerarenai Messēji)                     | Manack           | a2c              | 5:01            |
| 8.               | "Only One Magic Word" (たったひとつの魔法の言葉 Tatta Hitotsu no Mahō no Kotoba)            | PMMK             | a2c              | 4:03            |
| 9.               | "Approaching Light" (光に寄せて Hikari ni Yosete)                                           | Shinji Orito     | Terra            | 3:50            |
| 10.              | "Alicemagic" (Lyrics by Yūto Tonokawa; Performed by Rita)                                   | Shinji Orito     | a2c              | 4:48            |
| 11.              | "Little Busters! -Little Jumper Ver.- (MJ cover)" (Lyrics by Jun Maeda; Performed by Terra) | Jun Maeda        | a2c, Terra       | 4:39            |
| 12.              | "Little Busters! -Little Jumper Ver.- (MJ cover off vocal)"                                 | Jun Maeda        | a2c, Terra       | 4:37            |
| Tổng thời lượng: | Tổng thời lượng:                                                                            | Tổng thời lượng: | Tổng thời lượng: | 49:15           |

#### Rin no Hisokana Koi no Uta / Mission:Love sniper
"Rin no Hisokana Koi no Uta (鈴の密かな恋の唄) / Mission:Love sniper"
Tất cả lời bài hát được viết bởi Jun Maeda.
| Danh sách track  | Danh sách track                                                                         | Danh sách track  | Danh sách track  | Danh sách track |
| STT              | Nhan đề                                                                                 | Phổ nhạc         | Sắp xếp          | Thời lượng      |
| ---------------- | --------------------------------------------------------------------------------------- | ---------------- | ---------------- | --------------- |
| 1.               | "Rin's Secret Love Song" (鈴の密かな恋の唄 Rin no Hisokana Koi no Uta)                  | Jun Maeda        | Terra            | 4:27            |
| 2.               | "Mission:Love sniper"                                                                   | Arm, Jun Maeda   | Arm              | 5:48            |
| 3.               | "Jupinya" (じゅぴにゃー Jupinyā)                                                        | Gustav Holst     | VWN              | 2:29            |
| 4.               | "Rin's Secret Love Song ~my style remix~" (鈴の密かな恋の唄 Rin no Hisokana Koi no Uta) | Jun Maeda        | Setzer           | 5:23            |
| Tổng thời lượng: | Tổng thời lượng:                                                                        | Tổng thời lượng: | Tổng thời lượng: | 18:07           |

#### Little Busters! Analog Collector's Edition
Little Busters! Analog Collector's Edition: Little Busters! / Haruka Kanata / Alicemagic (Little Busters! Analog Collector's Edition: Little Busters! / 遥か彼方 / Alicemagic)
| Mặt A | Mặt A                              | Mặt A         | Mặt A        | Mặt A      | Mặt A      |
| STT   | Nhan đề                            | Phổ lời       | Phổ nhạc     | Sắp xếp    | Thời lượng |
| ----- | ---------------------------------- | ------------- | ------------ | ---------- | ---------- |
| 1.    | "Little Busters!"                  | Jun Maeda     | Jun Maeda    | I've Sound | 4:47       |
| 2.    | "Faraway" (遥か彼方 Haruka Kanata) | Jun Maeda     | Jun Maeda    | Manack     | 5:36       |
| 3.    | "Alicemagic"                       | Yūto Tonokawa | Shinji Orito | MintJam    | 4:31       |

| mặt B            | mặt B                                              | mặt B            | mặt B            | mặt B            | mặt B      |
| STT              | Nhan đề                                            | Phổ lời          | Phổ nhạc         | Sắp xếp          | Thời lượng |
| ---------------- | -------------------------------------------------- | ---------------- | ---------------- | ---------------- | ---------- |
| 1.               | "Little Busters! Remixed ZTS"                      | Jun Maeda        | Jun Maeda        | ZTS              | 11:46      |
| 2.               | "Faraway Remixed Svenson" (遥か彼方 Haruka Kanata) | Jun Maeda        | Jun Maeda        | Sven Maes        | 9:54       |
| 3.               | "Alicemagic Remixed Blasterhead"                   | Yūto Tonokawa    | Shinji Orito     | Blasterhead      | 4:30       |
| Tổng thời lượng: | Tổng thời lượng:                                   | Tổng thời lượng: | Tổng thời lượng: | Tổng thời lượng: | 41:04      |

### Little Busters! Ecstasy

#### Ontology
Ontology
Tất cả nhạc phẩm được soạn bởi Jun Maeda, trừ khi chú thích.
| Danh sách track  | Danh sách track                                                                                          | Danh sách track |
| STT              | Nhan đề                                                                                                  | Thời lượng      |
| ---------------- | --- | --------------- |
| 1.               | "Regret [Cutting,Clicks,Errors]" (リグレット Riguretto) (Composed by PMMK)                               | 4:46            |
| 2.               | "Ring Ring Ring! ['Kling Klang' Chips]"                                                                  | 4:37            |
| 3.               | "Cat, Glass, and the Round Moon [Sun Lights Station]" (猫と硝子と円い月 Neko to Garasu to Marui Tsuki)   | 3:45            |
| 4.               | "Let's Return [Discolor-scape]" (れっつ・りたーん Rettsu Ritān)                                          | 3:44            |
| 5.               | "Run [Moresis Native Cut]" (駆ける Kakeru)                                                               | 2:57            |
| 6.               | "Slow Curve [Slowdiving into the Sunset]" (スローカーブ Surō Kābu)                                       | 3:33            |
| 7.               | "Lamp [Glowlight Ghost]" (ともしび Tomoshibi)                                                            | 4:15            |
| 8.               | "Boys Don't Cry ~intro only~ [Spring and Small Dub]"                                                     | 4:32            |
| 9.               | "Born into this World [Little Miniature Garden]" (生まれ落ちる世界 Umareochiru Sekai) (Composed by PMMK) | 4:14            |
| Tổng thời lượng: | Tổng thời lượng:                                                                                         | 36:23           |

#### Little Busters! Ecstasy Tracks
Little Busters! Ecstasy Tracks (リトルバスターズ！エクスタシートラックス Ritoru Basutāzu! Ekusutashī Trakkusu)
| Danh sách track  | Danh sách track                                                                       | Danh sách track       | Danh sách track     | Danh sách track |
| STT              | Nhan đề                                                                               | Phổ nhạc              | Sắp xếp             | Thời lượng      |
| ---------------- | ------------------------------------------------------------------------------------- | --------------------- | ------------------- | --------------- |
| 1.               | "Little Busters! -Ecstacy [sic] Short Ver.-" (Lyrics by Jun Maeda; Performed by Rita) | Jun Maeda             | I've Sound, MintJam | 3:39            |
| 2.               | "Will&Wish"                                                                           | Shinji Orito          | Manack              | 3:34            |
| 3.               | "Cat, Glass, and the Round Moon" (猫と硝子と円い月 Neko to Garasu to Marui Tsuki)     | Jun Maeda             | Manack              | 3:07            |
| 4.               | "Run" (駆ける Kakeru)                                                                 | Jun Maeda             | Manack, Moresis     | 3:27            |
| 5.               | "Glassware"                                                                           | Jun Maeda             | Manack              | 4:30            |
| 6.               | "Saya's Melody"                                                                       | Jun Maeda             | Manack              | 2:16            |
| 7.               | "Labyrinth"                                                                           | Ishisan, Shinji Orito | Shinji Orito        | 5:40            |
| 8.               | "Shadow Buster"                                                                       | Ishisan, Shinji Orito | Shinji Orito        | 3:46            |
| 9.               | "Thinking Time"                                                                       | Manack                | Manack              | 2:46            |
| 10.              | "Sha La La Ecstasy" (Haruka Shimotsuki (chorus only))                                 | Manack                | Manack              | 2:32            |
| 11.              | "Saya's Song -Short Ver.-" (Lyrics by Jun Maeda; Performed by Lia)                    | Jun Maeda             | Anant-Garde Eyes    | 3:41            |
| 12.              | "Song for friends -No Intro Ver.-" (Lyrics by Jun Maeda; Performed by Rita)           | Jun Maeda             | MintJam             | 3:11            |
| 13.              | "Alicemagic -Rockstar Short Ver.-" (Lyrics by Yūto Tonokawa; Performed by Rita)       | Shinji Orito          | MintJam             | 3:15            |
| 14.              | "Saya's Song" (Lyrics by Jun Maeda; Performed by Lia)                                 | Jun Maeda             | Anant-Garde Eyes    | 5:03            |
| 15.              | "Little Busters!" -Ecstacy [sic] Ver.-" (Lyrics by Jun Maeda; Performed by Rita)      | Jun Maeda             | I've Sound, MintJam | 4:47            |
| Tổng thời lượng: | Tổng thời lượng:                                                                      | Tổng thời lượng:      | Tổng thời lượng:    | 55:14           |

#### Saya no Nemureru Requiem / Saya's Song
"Saya no Nemureru Requiem (沙耶の眠れるレクイエム) / Saya's Song" 
Tất cả các ca khúc được viết bởi Jun Maeda.
| Danh sách track  | Danh sách track                                                                                 | Danh sách track  | Danh sách track |
| STT              | Nhan đề                                                                                         | Sắp xếp          | Thời lượng      |
| ---------------- | ----------------------------------------------------------------------------------------------- | ---------------- | --------------- |
| 1.               | "Saya's Sleepy Requiem" (沙耶の眠れるレクイエム Saya no Nemureru Rekuiemu)                      | dj Aura Qualic   | 6:34            |
| 2.               | "Saya's Song -Saya's Ver-"                                                                      | PMMK             | 5:02            |
| 3.               | "Saya's Sleepy Requiem ~Elektro Sphere Mix~" (沙耶の眠れるレクイエム Saya no Nemureru Rekuiemu) | Dee!             | 6:46            |
| 4.               | "Saya's Sleepy Requiem ~Muzikservant ReMix~" (沙耶の眠れるレクイエム Saya no Nemureru Rekuiemu) | Muzik Servant    | 5:41            |
| 5.               | "Saya's Sleepy Requiem ~Groovetune Remix~" (沙耶の眠れるレクイエム Saya no Nemureru Rekuiemu)   | Groovetune       | 6:46            |
| Tổng thời lượng: | Tổng thời lượng:                                                                                | Tổng thời lượng: | 30:49           |

#### Raison / Pickles o Oishikusuru Tsukurikata
"Raison / Pickles o Oishikusuru Tsukurikata" (ピクルスをおいしくするつくりかた)
Tất cả lời bài hát được viết bởi Chika Shirokiri.
| Danh sách track  | Danh sách track | Danh sách track  | Danh sách track  | Danh sách track |
| STT              | Nhan đề | Phổ nhạc         | Sắp xếp          | Thời lượng      |
| ---------------- | --- | ---------------- | ---------------- | --------------- |
| 1.               | "Kanata Talk "At the Girl's Dormitory (I)"" (Kanata Talk「女子寮にて(I)」 Kanata Talk "Joshiryō nite (I)")                      |                  |                  | 0:27            |
| 2.               | "Raison" | Shinji Orito     | Manyo            | 5:30            |
| 3.               | "Kanata Talk "At the Girl's Dormitory (II)"" (Kanata Talk「女子寮にて(II)」 Kanata Talk "Joshiryō nite (II)")                   |                  |                  | 1:54            |
| 4.               | "How to Make Pickles Delicious" (ピクルスをおいしくするつくりかた Pikurusu o Oishikusuru Tsukurikata)                           | PMMK             | Manyo            | 4:08            |
| 5.               | "Kanata Talk "At a Distant Neighborhood Apartment"" (Kanata Talk「遠い街のアパートにて」 Kanata Talk "Tōi Machi no Apāto nite") |                  |                  | 2:12            |
| 6.               | "Raison (off vocal)" | Shinji Orito     | Manyo            | 5:32            |
| 7.               | "How to Make Pickles Delicious (off vocal)" (ピクルスをおいしくするつくりかた Pikurusu o Oishikusuru Tsukurikata)               | PMMK             | Manyo            | 4:09            |
| Tổng thời lượng: | Tổng thời lượng: | Tổng thời lượng: | Tổng thời lượng: | 23:52           |

#### Neko to Garasu to Marui Tsuki / Alicemagic: Aroma Tablet mix
"Neko to Garasu to Marui Tsuki (猫と硝子と円い月) / Alicemagic: Aroma Tablet mix" 
Tất cả lời bài hát được viết bởi Yūto Tonokawa.
| Danh sách track  | Danh sách track | Danh sách track  | Danh sách track  | Danh sách track |
| STT              | Nhan đề | Phổ nhạc         | Sắp xếp          | Thời lượng      |
| ---------------- | --- | ---------------- | ---------------- | --------------- |
| 1.               | "Cat, Glass, and the Round Moon" (猫と硝子と円い月 Neko to Garasu to Marui Tsuki)                                                                                               | Jun Maeda        | Manack           | 4:36            |
| 2.               | "Living With "Sa": Or Rather Only That" (「さ」のある生活～というかそればかり～ "Sa" no Aru Seikatsu ~Toiu ka Sore Bakari~)                                                     |                  |                  | 1:16            |
| 3.               | "Alicemagic: Aroma Tablet mix" | Shinji Orito     | Manack           | 5:11            |
| 4.               | "Living With "Sa": "Sa" Will No Longer Be Needed in the Girl's Name" (「さ」のある生活～将来娘の名に「さ」は入れない～ "Sa" no Aru Seikatsu ~Shōraijō no Na ni "Sa" wa Irenai~) |                  |                  | 1:28            |
| 5.               | "Cat, Glass, and the Round Moon (off vocal)" (猫と硝子と円い月 Neko to Garasu to Marui Tsuki)                                                                                   | Jun Maeda        | Manack           | 4:37            |
| 6.               | "Alicemagic: Aroma Tablet mix (off vocal)" | Shinji Orito     | Manack           | 5:12            |
| Tổng thời lượng: | Tổng thời lượng: | Tổng thời lượng: | Tổng thời lượng: | 22:20           |

## Chart positions
| Album                                              | Ngày phát hành       | Nhãn                              | Định dạng | Bảng xếp hạng Oricon | Bảng xếp hạng Oricon |
| Album                                              | Ngày phát hành       | Nhãn                              | Định dạng | Tuần                 | Vị trí cao nhất      |
| -------------------------------------------------- | -------------------- | --------------------------------- | --------- | -------------------- | -------------------- |
| "Little Busters!"                                  | 25 tháng 5 năm 2007  | Key Sounds Label (KSLA-0028)      | CD        | 8                    | 53                   |
| Little Busters! Original Soundtrack                | 17 tháng 8 năm 2007  | Key Sounds Label (KSLA-0033—0035) | CD        | 3                    | 103                  |
| "Rin no Hisokana Koi no Uta / Mission:Love sniper" | 28 tháng 12 năm 2007 | Key Sounds Label (KSLA-0038)      | CD        | 3                    | 87                   |
| Little Busters! Ecstasy Tracks                     | 15 tháng 8 năm 2008  | Key Sounds Label (KSLA-0043)      | CD        | 2                    | 143                  |